# Eos semilarvata
Il lori guanceblu (Eos semilarvata Bonaparte, 1850) è un uccello della famiglia degli Psittaculidi.

## Descrizione
La colorazione base rosso vivo è interrotta soltanto da alcuni segni blu su guance, copritrici auricolari, mento, ventre e sottocoda. Le ali hanno segni blu e remiganti primarie nere.
È assai simile, anche nel comportamento a Eos bornea, di cui prende il posto in un particolare areale: foreste montane dell'isola di Ceram (Indonesia) al di sopra dei 1500 metri di quota.